# 安托紐思·亨布魯克
安托紐思·亨布魯克（荷蘭語：Anthonius Hambroek，1607年—1661年9月），又譯為范無如區、范堡（台灣話）、漢布魯克、漢布洛克、亨伯魯克，是一位生於荷蘭的基督教傳教牧師。1648年，他偕妻女前往臺灣傳教。1661年，鄭成功率軍攻擊臺南臺江時，他被鄭軍俘虜，其妻溫森塔莫（Anna Vincentamoy，應是1662年2月9日晚病逝）、兩女亦遭挾作人質；為此，他前往熱蘭遮城招降荷屬東印度公司守城軍隊。後來，他依要求進入城內，反而激勵守軍繼續對抗鄭成功的軍隊。他出城後返回鄭營，鄭成功起初並未將之處死，然至圍攻荷軍多月無果、荷軍援軍來到、愛將官兵陣亡過多，鄭成功大怒，1661年9月將他與五百多名荷蘭俘虜一同誅殺。

## 背景
1622年，荷屬東印度公司佔領福建外海的澎湖群島，將其作為於東亞轉口貿易的基地。1623年，荷蘭人在臺灣南部臺江一鯤身區域，建立一座簡單的砦城。1624年，在與明朝軍隊激戰了八個月以後，荷蘭人和中國官方達成協議，同意把設置於澎湖的要塞與武力砲臺毀壞，而年轉移至臺灣臺江，明軍則不干涉荷蘭對臺灣的佔領。至此，荷蘭人將臺江一鯤身砦城擴建為熱蘭遮城，並展開對臺灣南部的佔領。之後，並從海陸推進，攻下臺灣北部西班牙所佔兩城堡，成為臺灣真正的統治者。

## 傳教
除了武力佔領與經濟經營外，荷蘭也經由對臺灣的佔領事實來宣揚基督教，1625年，統治臺灣的荷蘭行政長官要求荷蘭方面派遣傳教士來臺，使此地的平埔族原住民能改信基督信仰。1636年，荷蘭人則在新港開辦了第一所以宗教教育制度化為主的學校，並將平埔族語羅馬文字化成新港文書，以此文字來擴大宣教成果。
他於1648年抵臺，被派駐於臺南麻豆社，兼管大武壠社、哆囉嘓社及諸羅山一帶的宣教事務。至1661年4月25日返巴達維亞城短暫述職為止，亨布魯克共於麻豆社傳教達14年之久。

## 圍城
1661年3月30日，因攻擊金陵不成的明鄭領導人鄭成功，決定攻取仍為荷蘭東印度公司殖民地的臺灣作為新的抗清根據地，他親率士卒25000人、戰船數百艘，自金門料羅灣出發，次日抵澎湖。除了留兵力3000駐守澎湖後，並於4月30日抵臺江門戶：鹿耳門，並利用漲潮出敵不意地在鹿耳門及禾寮港登陸。以優勢兵力包圍荷軍防守薄弱的普羅民遮城，並切斷荷軍水陸交通。不久，普羅民遮城遭鄭成功攻下。
攻下普羅民遮城的鄭成功決定再圍熱蘭遮城，就在轉進間，鄭成功俘虜了剛自巴達維亞返回臺灣的安托紐思·亨布魯克等六位基督教傳教士及其數位家眷。

## 勸降
俘虜安托紐思·亨布魯克等人的鄭成功，決定將這些人作為招降熱蘭遮城之用。除了把部分列城前；以作為招降城內約2000名士兵的人質外，更要求安托紐思·亨布魯克擔任使節，前往熱蘭遮城城內勸降。
1661年5月24日下午5點半，連同亨布魯克等5人，持白旗出現於城外，稱攜鄭成功函件而來。亨布魯克入城後，即將鄭成功招降文件給予行政長官揆一。經隨同翻譯語譯，函旨為「財貨惟爾攜去，城必須交出，如和平交出城，生命可保，延誤就是表示擇死。」
經城內要員的討論，揆一寫回信給鄭成功，信中表示決與城共存亡。而此時，安托紐思·亨布魯克亦鼓勵荷蘭守軍繼續與鄭成功對抗。

## 誅殺

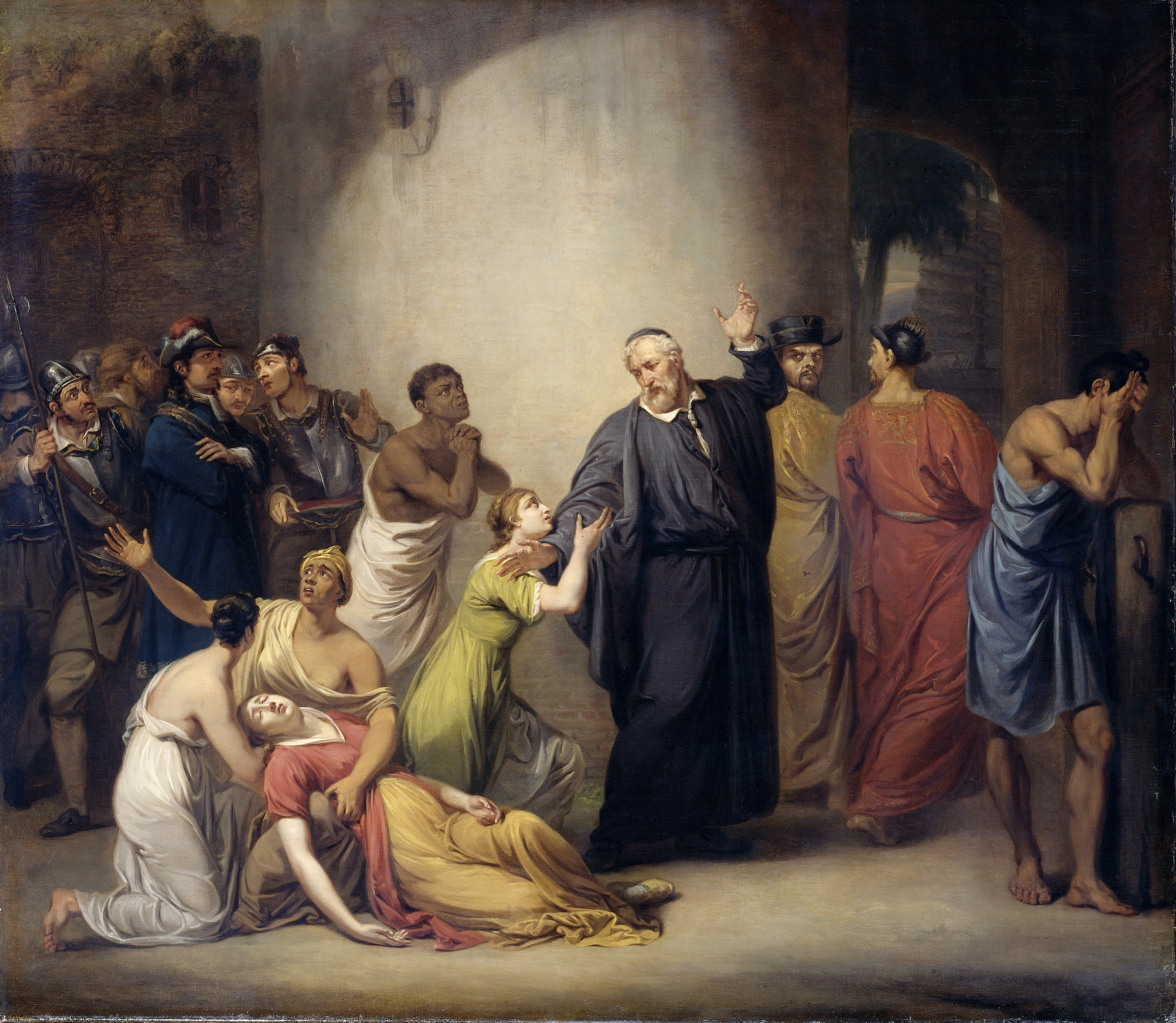
安托紐思·亨布魯克在回到鄭成功軍營前，離開其女兒的歷史事件畫作，1810年由荷蘭畫家Jan Willem Pieneman繪製

亨布魯克為顧及家人與其他人質安全，於得知揆一拒絕投降的決定後，仍決定離開熱蘭遮城返回鄭成功軍營。當時城內也有其他2名已嫁至城內的女兒，要求他留至城內，亨布魯克並未聽從。
回至鄭營後，鄭成功得知熱蘭遮城不投降消息，起初並未將他處死。鄭軍續圍攻荷軍，巴達維亞援軍於8月抵台，鄭氏極為驚懼，屯墾各地的鄭軍遭得知荷蘭援軍抵達的當地原住民衝殺，數千官兵陣亡，愛將亦遭擊傷重而死，鄭氏大怒，即以安托紐思·亨布魯克教唆原住民叛變為由，在9月將五百多名被俘男性人質一律斬頭處死，其中被處死的牧師，除了亨布魯克外，尚有兩位同樣被俘虜的傳教牧師；牟士牧師（Petrus Mus，駐諸羅山）、溫世繆牧師（Aronldus Winsmius，駐新港、赤崁）。

## 相關作品
約翰尼斯·諾姆茲（Johannes Nomsz）以安托紐思·亨布魯克被鄭成功誅殺過程做體裁的作品，以1770年代所發表的《漢布魯克劇曲》（又名《福爾摩沙圍城記》，Antonious Hambroek, of de belegering Van Formosa）荷文悲劇劇本最為出名。該作品以詩文闡述亨布魯克，勸告守城兵士拒降的「光榮殉教」過程。該作品中，有「...我很清楚，我說這些話是在宣判我自己的死刑，但我絕不會因害怕而忘記我對上帝與公司的義務」、「殘忍的國姓爺（即鄭成功）一定會找理由殺害所有被俘虜的荷蘭人」及「屠殺荷蘭人來祭拜他所膜拜的撒但」等內文。此作品在2013年被翻譯成中文，以《福爾摩沙圍城悲劇》的書名出版。
除此之外，亦有描繪此過程的數幅畫作，如存於臺灣由近現代畫家顏水龍所繪的《傳教士范無如區訣別圖》。

## 文內注釋
1. 1 2  . 蘋果日報.   [2018-07-26]. （原始内容存档于2018-08-16） （中文（臺灣））.
2. ↑  管仁健. . 你不知道的台灣（管仁健／著）.   [2018-07-26]. （原始内容存档于2020-08-21） （中文（臺灣））.
3. ↑  . 國立臺灣歷史博物館.   [2024-02-17]. （原始内容存档于2024-02-17）.
4. ↑  Nomsz, Johannes. . Iz. Duim. 1775年5月14日  [2023年5月14日]. （原始内容存档于2023年6月19日） –Google Books.
5. ↑  .   [2023-05-14]. （原始内容存档于2023-05-14）.
6. ↑  . slyen.org.   [2018-07-26]. （原始内容存档于2021-03-09） （英国英语）.

## 延伸閱讀
- 《福爾摩沙三族記》，陳耀昌，遠流，2012